# 하이먼 리코버

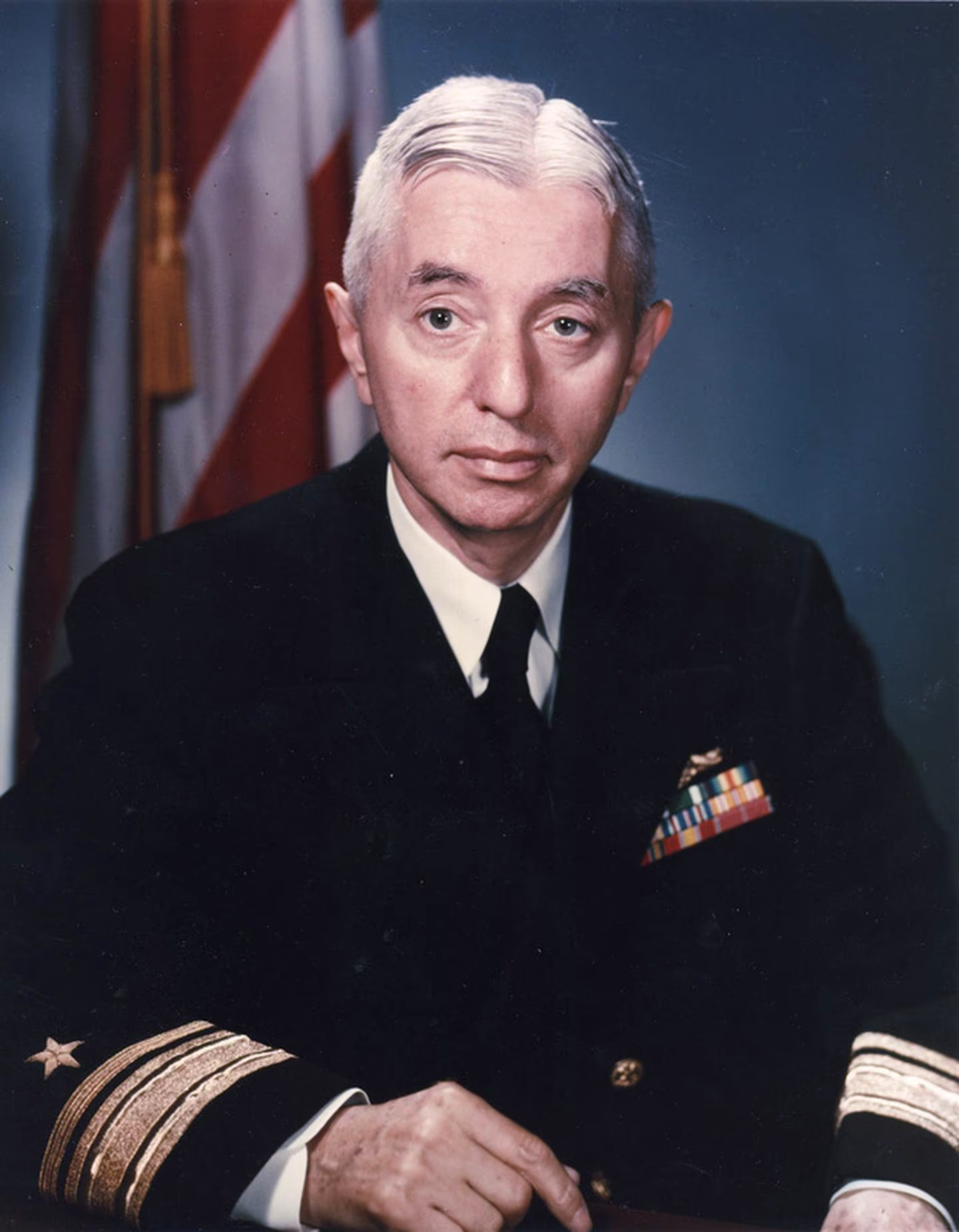

하이먼 리코버(Hyman George Rickover, 1900년 1월 27일 ~ 1986년 7월 8일)는 미국 해군의 해군 대장이었다. 해군추진핵을 최초로 개발했다. 또, 세계 최초의 상업용 가압수형 원자로인 시핑포트 아토믹 파워 스테이션(Shippingport Atomic Power Station)의 개발을 감독했다.

## 같이 보기
- 지미 카터